# Aino Bach
Aino Bach (russisch Айно Бах; * 1. Dezemberjul. / 14. Dezember 1901greg. in der Siedlung Koeru der Gemeinde St. Johannis, Gouvernement Estland; † 6. August 1980 in Tallin, Estnische SSR) war eine russische bzw. estnische bzw. sowjetische Malerin und Graveurin.

## Leben
Ab 1907 lebte Bach in Narwa. Nach Beginn des Ersten Weltkriegs wurde sie mit der Familie nach Sibirien evakuiert und besuchte die Mittelschule in Omsk. Nach Oktoberrevolution und Bürgerkrieg kehrte sie 1921 nach Estland zurück.
Von 1923 bis 1935 studierte Bach in Tartu an der Kunsthochschule Pallas Malerei bei Nikolai Triik und dann Gravieren bei Ado Vabbe. Sie heiratete 1931 den Maler Kaarel Liimand und teilte dessen sozialistische Ideen.
Ab 1935 arbeitete Bach als freie Künstlerin. Mit ihrem Mann hielt sie sich zu Studien in Paris auf. Sie schuf Porträts mit liebevoller Aufmerksamkeit, so auch von Kersti Merilaas, sowie Genre-Kompositionen. Für ihre Tiefdruck- und Monotypie-Arbeiten kombinierte sie oft mehrere Techniken. Als eine der ersten estnischen Graveure trug sie mit ihrer technischen Virtuosität zur Erweiterung der Ausdrucksmöglichkeiten der 'Tiefdruckgravur bei. Sie nahm an Ausstellungen in Riga und Kaunas (1937), Rom, Budapest und Antwerpen (1939) teil.
Nach der Eingliederung Estlands in die UdSSR 1940 beteiligte sich Bach an der Reorganisation des Kunstlebens und lehrte an der Kunstschule Tartu. Nach Beginn des Deuten Angriffskriegs gegen die Sowjetunion wurde Bach nach Jaroslawl evakuiert, während ihr Mann dabei verunglückte. Zusammen mit anderen gründete sie den Jaroslawler Künstlerverband und den Künstlerverband der Estnischen SSR, dessen Leiterin sie dann war. Ab 1946 lebte sie in Tallinn.
Bach starb am 6. August 1980 in Tallinn und wurde auf dem Waldfriedhof Tallinn begraben.
Das Kunstmuseum Kumu in Tallinn zeigte 2010 in einer Ausstellung Werke von Aino Bach, Eduard Einmann, Leili Muuga, Luulik Kokamägi, Valerian Loik, Voldemar Väli, Nikolai Kormashov, Kalju Reitel u. a. zur sowjetischen Frau in der estnischen Kunst.

## Ehrungen, Preise
- Komsomol-Preis (1947)
- Orden des Roten Banners der Arbeit (1956, 1960)[4]
- Volkskünstlerin der Estnischen SSR (1961)
- Ehrenzeichen der Sowjetunion